# Autoroute A26 (Francia)
L’autoroute A26 è un'autostrada francese.